# 박환욱
박환욱(1956년 ~ )은 KBS 예능본부의 프로듀서이다.

## 학력
- 동래고등학교
- 부산대학교 영어영문학과 학사
- 중앙대학교 언론정보대학원 석사과정 수료

## 경력
- KBS 예능본부 PD
- KBS 대구방송총국 편성제작팀장 (부장급)
- KBS TV제작본부 예능운영팀장 (국장급)
- KBS 심의평가실 자문위원
- KBS 시청자센터 시청자사업팀 팀장